# Л’Акуила (провинция)
 Л’Акуила (также Л’Аквила, итал. Provincia dell'Aquila) — провинция в Италии, в регионе Абруццо.

## Физико-географическая характеристика
Провинция занимает почти половину региона Абруццо, при этом является единственной провинцией региона без выхода к Адриатическому морю. Севернее неё расположена провинция Терамо, восточнее — провинции Пескара и Кьети, южнее — регион Молизе, а западнее — регион Лацио. Это наиболее высокогорная провинция региона, здесь расположены самые высокие хребты Апеннин: Гран-Сассо, Маелла и Велино-Сиренте, включая высшую точку — Корно-Гранде, и самый южный ледник Европы — Калдерон. Название провинции в переводе с итальянского означает «Орёл».
На территории провинции также находится искусственно осушенное в XIX веке озеро Фучино (Fucino), которое до этого было крупнейшим озером Италии. Водохранилище Барреа появилось на карте провинции после Второй мировой войны в результате строительства дамбы на реке Сангро.
В коммуне Барреа расположено управление национальным парком Абруццо, Лацио и Молизе, старейшим национальным парком страны. На территории национального парка Маелла, расположенного большей частью на территории соседней провинции Кьети, находится вторая по высоте вершина Апеннин гора Амаро. Самая холодная река Италии — Атерно — бежит по территории регионального парка Сиренте-Велино. Ещё одной охраняемой территорией является природный заповедник Zompo lo Schioppo.
Столицей провинции является город Л’Акуила, в котором благодаря его географическому положению — он расположен на высоте 721 метр над уровнем моря и с четырёх сторон окружён горными вершинами — один из самых холодных климатов страны.
Провинция страдает от крупных землетрясений. 13 января 1915 года в ходе крупнейшего землетрясения в итальянской истории был почти полностью разрушен город Авеццано, ранее расположенный на берегу бывшего озера Фукино, более 12 тысяч человек погибло. Позднее город был полностью перестроен. Землетрясение 6 апреля 2009 года почти полностью разрушило город Л’Акуила.

## Население
Из-за своего высокогорного расположения Л’Акуила является одной из наименее заселённых провинций региона. В XX веке из-за большой безработицы многие жители покинули деревни провинции, население провинции существенно сократилось. Развитие туризма привело к росту популяции.
По данным переписи населения 1881 года в провинции, которая тогда носила имя Aquila degli Abruzzi проживало 353,027 человек, 1901 года — 436,367 человек. На 1 январе 2014 года по данным национального института статистики население провинции составляло 306,701 человек, из них женщин — 156,183, мужчин — 150,518.

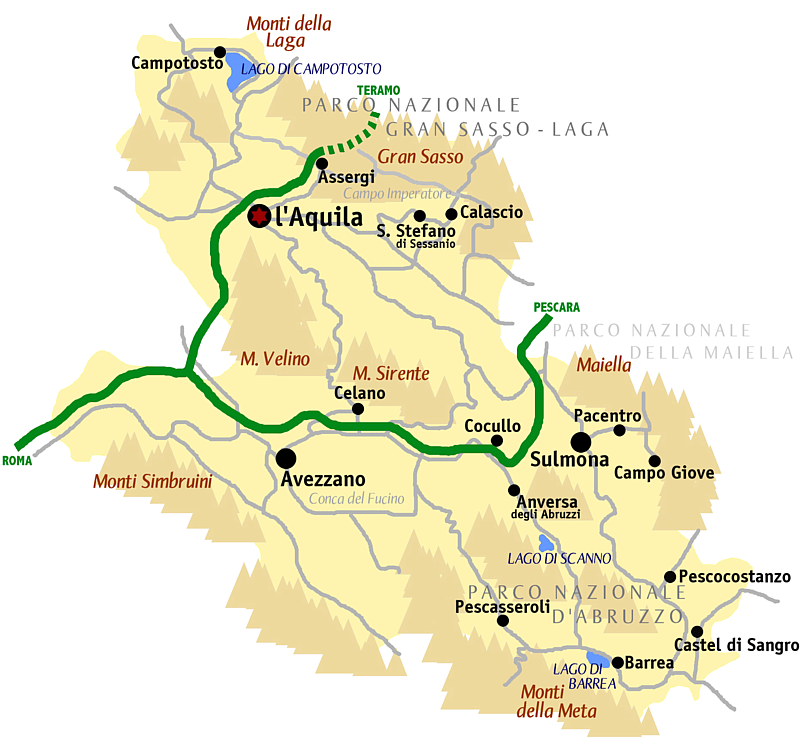

В провинции находится 108 населённых пунктов:
| - Авеццано - Аелли - Альфедена - Анверса-дельи-Абруцци - Ателета - Аччано - Бальсорано - Барете - Баришано - Барреа - Бизенья - Буньяра - Виллаваллелонга - Виллалаго - Вилла-Санта-Лучия-дельи-Абруцци - Вилла-Сант’Анджело - Виллетта-Барреа - Витторито - Гальяно-Атерно - Гориано-Сиколи - Джойя-деи-Марси - Интродаккуа - Калашо - Кампо-ди-Джове - Кампотосто - Канистро - Кансано - Каньяно-Амитерно - Капестрано - Капистрелло - Капитиньяно - Капорчано - Каппадоча - Карапелле-Кальвизио - Карсоли - Кастеллафьюме | - Кастельвеккьо-Кальвизио - Кастельвеккьо-Субекуо - Кастель-дель-Монте - Кастель-ди-Ери - Кастель-ди-Сангро - Кокулло - Коллармеле - Коллелонго - Коллепьетро - Корфинио - Л’Акуила - Лечче-неи-Марси - Луко-дей-Марси - Луколи - Мальяно-де-Марси - Масса-д’Альбе - Молина-Атерно - Монтереале - Морино - Навелли - Овиндоли - Окре - Опи - Орикола - Ортона-деи-Марси - Ортуккьо - Офена - Пачентро - Перето - Пескассероли - Пескокостанцо - Петторано-суль-Джицио - Пешина - Пиццоли - Поджо-Пиченце - Прата-д’Ансидония | - Пратола-Пелинья - Предза - Раяно - Ривизондоли - Рокка-ди-Ботте - Рокка-ди-Камбио - Рокка-ди-Медзо - Роккаказале - Рокка-Пия - Роккаразо - Сан-Бенедетто-дей-Марси - Сан-Бенедетто-ин-Периллис - Сан-Винченцо-Вале-Ровето - Сан-Деметрио-не’Вестини - Сан-Пио-делле-Камере - Санте-Мария - Санто-Стефано-ди-Сессанио - Сант’Эузанио-Форконезе - Сечинаро - Сканно - Сконтроне - Скоппито - Скуркола-Марсикана - Сульмона - Тальякоццо - Тионе-дельи-Абруцци - Торнимпарте - Тразакко - Фаньяно-Альто - Фонтеккьо - Фосса - Челано - Черкьо - Чивита-д’Антино - Чивителла-Альфедена - Чивителла-Ровето |

## Достопримечательности
- Рокка-Калашио — средневековый каменный замок. Самая высокогорная крепость Италии.